# 需要率
需要率（じゅようりつ）は、電気機器の設備容量の合計に対する最大需要電力の比率（百分率）を意味する。

## 定義
需要率 = (最大需要電力 ÷ 設備容量の合計) × 100
需要家において、全ての電気機器を同時に全負荷で使用することは少ないから、一般に、最大需要電力は、電気機器の設備容量の合計より小さい。したがって、需要率は、普通、100%より小さい。一般の電灯需要家では、需要率は、50%から75%程度である。
例えば、設備容量100 kW、200 kW、300 kWの電気機器がある場合の最大需要電力が400 kWである場合、需要率は、次の計算により、66.7%となる。
{\displaystyle {\frac {400}{100+200+300}}\times 100={\frac {400}{600}}\times 100=66.7}